# Fahrzeugfabrik Traugott Onnasch
Fahrzeugfabrik Traugott Onnasch – fabryka samochodów funkcjonująca w Koszalinie do 1924. 

## Historia
Konstruktor Traugott Onnasch zbudował lekki pojazd trzykołowy z dwoma siedzeniami, który był napędzany jedno lub dwucylindrowym silnikiem firmy Bekamo o mocy 4 KM. Kolejną konstrukcją był podobny pojazd czterokołowy, również dwuosobowy. Model Onnascha reklamowano jako „niemieckiego Forda” i porównywano do Forda  Model T. Zainteresowanie pojazdami z fabryki w Koszalinie było na tyle małe, że po ok. roku funkcjonowania w 1924 zaprzestano produkcji. 